# Hősök tere
La place des Héros (en hongrois : Hősök tere /'høːʃøk 'tɛɾɛ/) est une vaste place publique monumentale de Budapest en Hongrie.
Construite pour célébrer les mille ans d'installation des Magyars dans la plaine de Hongrie, elle est classée au patrimoine mondial par l'UNESCO.

## Situation
Organisée autour de l'esplanade du monument du Millénaire, la place est située dans le 14e arrondissement, entre l'extrémité nord-est de l'avenue Andrássy et l'entrée du Városliget. Elle est bordée au sud-est par l'avenue György Dózsa.

## Dénomination
La place est baptisée ainsi en 1932 en raison du mémorial inauguré trois ans plus tôt, en mémoire des soldats hongrois tombés au cours de la Première Guerre mondiale, considérés comme des héros luttant pour la patrie. Il existe pourtant une explication populaire du nom de la place, qui l'associe aux statues de héros de l'histoire hongroise qui ornent le monument du Millénaire.

## Histoire
En 1894, à l'extrémité de l'avenue Andrássy, se trouvait une fontaine nommée « Gloriette » imaginée par Miklós Ybl. C'était une structure hexagonale de 2,5 mètres de haut sur laquelle s'élevait un poteau de 24 mètres de haut.
L'aménagement de la place à partir de 1896 s'inscrit dans une série de grands travaux célébrant le millénaire de l'installation des Magyars dans la plaine hongroise.
C'est aussi à cet endroit que le 16 juin 1989, en présence d'une foule de 250 000 personnes, un hommage solennel est rendu à Imre Nagy, martyr de l'insurrection de Budapest qui avait été secrètement jugé, condamné et exécuté le 16 juin 1958 avant d'être enterré dans une parcelle reculée (hu) du nouveau cimetière municipal,,.

## Monuments
- Le monument du Millénaire s'élève à l'extrémité orientale de l'esplanade formant la place.
- La tombe du Soldat inconnu est située au centre de l'esplanade. Autrefois gardée en permanence par des sentinelles militaires, elle a remplacé en 1956 le monument érigé en 1929 en mémoire des soldats hongrois tombés au cours de la Première Guerre mondiale. Derrière cette tombe, une plaque de métal cache le puits artésien de 970 m de profondeur foré en 1877 qui alimentait la fontaine « Gloriette »[4].
- Le Musée des beaux-arts occupe le côté nord-ouest de la place.
- Le Műcsarnok est situé en face du musée.
- L'ambassade de Serbie, située au sud, à l'angle avec l'avenue Andrássy, est l'ancienne ambassade yougoslave où Imre Nagy se réfugia en 1956.

## Transports
La place est desservie principalement par la station Hősök tere de la ligne   du métro.

## Galerie photographique

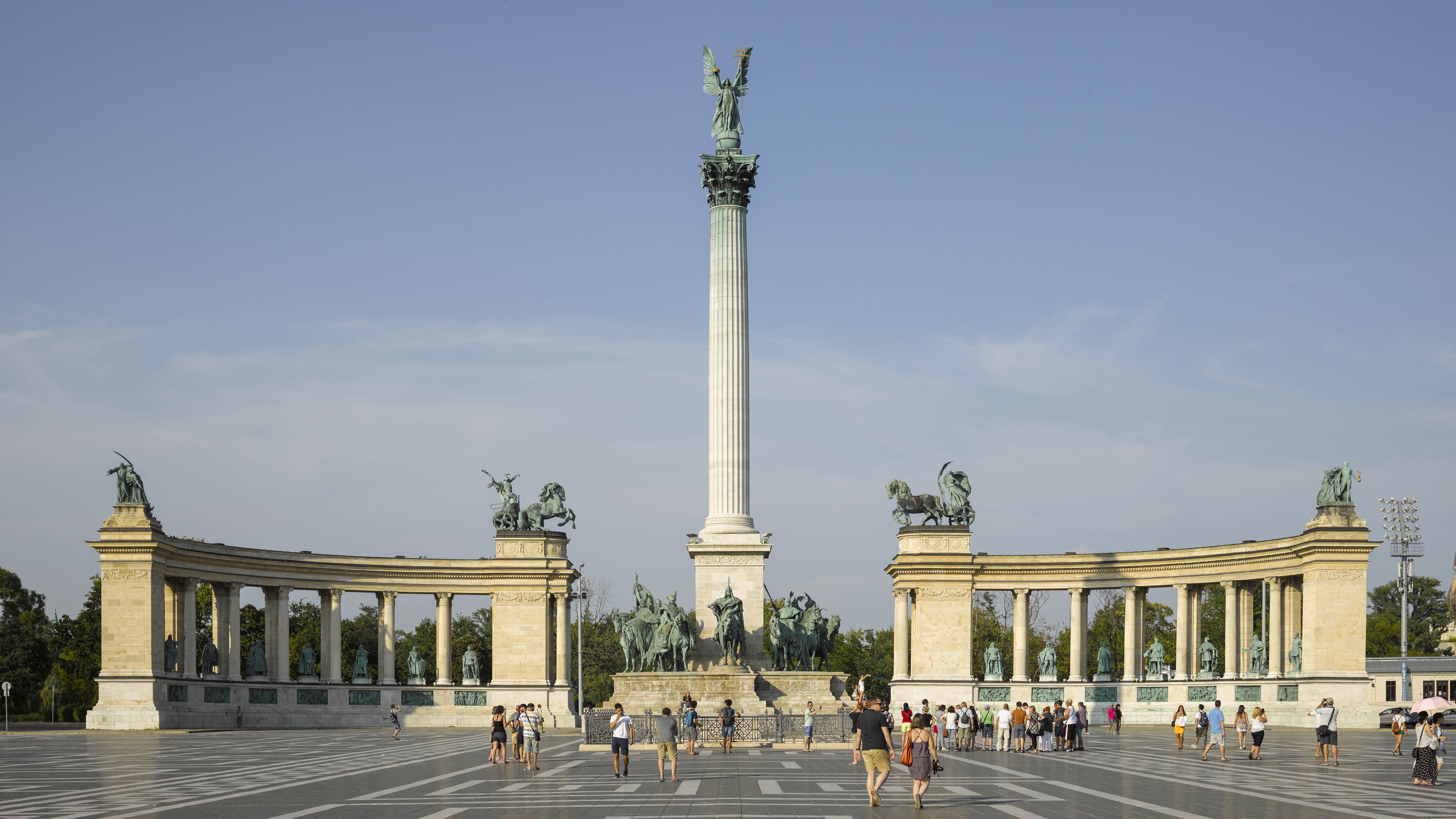
Le monument du Millénaire.
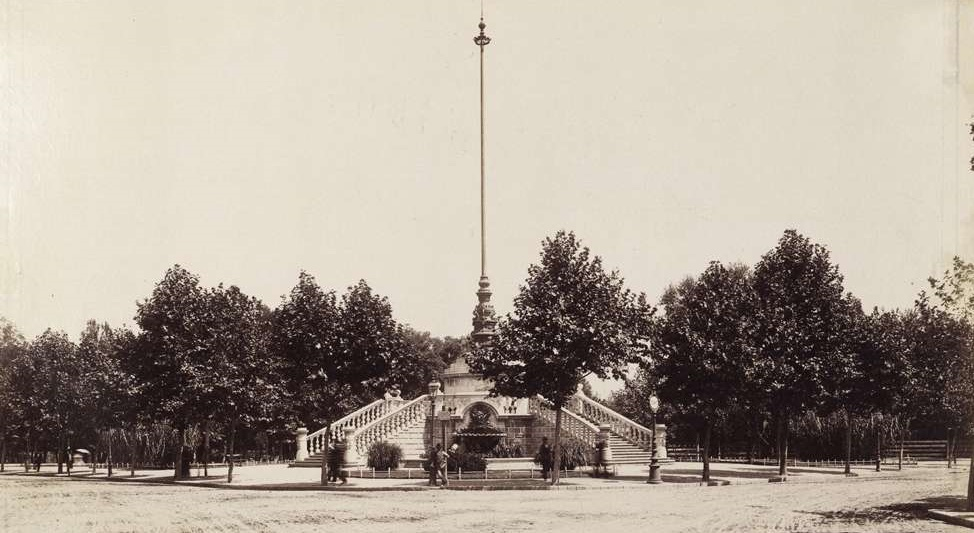
La fontaine « Gloriette » qui a précédé le monument (1884).
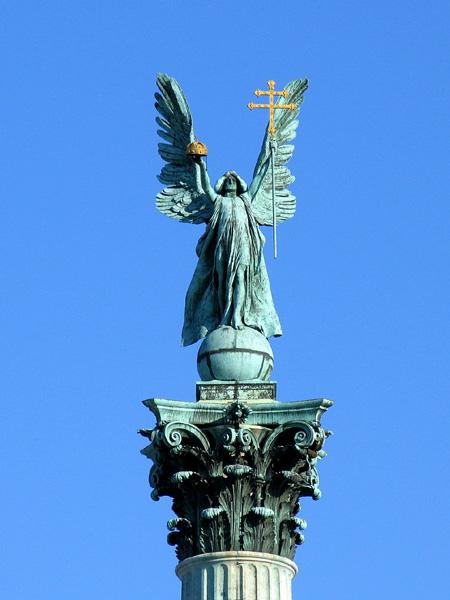
L'archange Gabriel domine la colonne du monument du Millénaire.